# Ulrich Im Hof
Ulrich Im Hof (* 14. August 1917 in St. Gallen; † 29. Juli 2001 in Köniz; heimatberechtigt in Basel und Schaffhausen) war ein Schweizer Historiker.

## Leben
Der Sohn eines Rechtsanwalts studierte Geschichte und Germanistik an der Universität Basel, u. a. bei Werner Kaegi. Während seines Studiums wurde Im Hof Mitglied der Zofingia. Er wurde 1944 mit einer Dissertation über Isaak Iselin promoviert.
Bis 1968 war er als Gymnasiallehrer in St. Gallen, Basel und Bern tätig. Er war Vorsitzender des Vereins der schweizerischen Geschichtslehrer und Vorsitzender des Arbeitsausschusses für Fortbildungskurse im Staatsbürgerlichen Unterricht. Ab 1965 gehörte er dem Rat der Allgemeinen Geschichtsforschenden Gesellschaft der Schweiz an.
1965 wurde er an der Universität Bern habilitiert, wo er 1968 auch zum ausserordentlichen und 1970 zum ordentlichen Professor für  Schweizer Geschichte der Frühen Neuzeit ernannt wurde. 1982 wurde er emeritiert.
Er beschäftigte sich insbesondere mit dem 18. Jahrhundert, der Geschichte der Universitäten und der Geselligkeit im Ancien Régime. 
Er war mit der Fluchthelferin und Menschenrechtlerin Anne-Marie Im Hof-Piguet verheiratet.

## Schriften (Auswahl)
- Isaak Iselin. Sein Leben und die Entwicklung seines Denkens bis zur Abfassung der „Geschichte der Menschheit“ von 1764. 2 Bände. Schwabe, Basel 1947 (Dissertation).
- Isaak Iselin und die Spätaufklärung. Francke, München/Bern 1967 (Habilitationsschrift).
- Aufklärung in der Schweiz. Francke, Bern 1970.
- Geschichte der Schweiz. Kohlhammer, Stuttgart 1974 (= Urban-Taschenbücher. Bd. 188). 8. Auflage: Kohlhammer, Stuttgart 2007, ISBN 978-3-17-019912-5.
- Das gesellige Jahrhundert. Gesellschaft und Gesellschaften im Zeitalter der Aufklärung. Beck, München 1982, ISBN 3-406-08708-6.
- Mythos Schweiz. Identität, Nation, Geschichte 1291–1991. Neue Zürcher Zeitung, Zürich 1991, ISBN 3-85823-270-X.
- Das Europa der Aufklärung. Beck, München 1993, ISBN 3-406-37091-8 (= Europa bauen.).